# Pont de Cheviré
 (juillet 2010).
Si vous disposez d'ouvrages ou d'articles de référence ou si vous connaissez des sites web de qualité traitant du thème abordé ici, merci de compléter l'article en donnant les références utiles à sa vérifiabilité et en les liant à la section « Notes et références ».
Le pont de Cheviré ou viaduc de Cheviré est un pont routier à 2 × 3 voies au sommet permettant à la N 844 (faisant partie du périphérique nantais) de franchir la Loire à l’ouest de Nantes en France.

## Morphologie
Le pont mesure 1 563 m de longueur et 52 m de hauteur. La travée métallique centrale pèse environ 2 300 tonnes. Ce pont est construit sur une zone complètement plate, et culmine à une hauteur de 52 mètres, afin de permettre le passage de gros navires sur l'estuaire de la Loire. Ces derniers doivent en effet pouvoir franchir la zone à destination des quais de la zone portuaire de commerce de Nantes, et des autres industries lourdes du bord de Loire quelle que soit leur charge. Il est constitué de deux viaducs d'accès en béton réunis par un tablier central au-dessus du fleuve, qui se trouvent sur les emprises des deux terminaux du port de Nantes de Roche-Maurice (situé sur la rive droite de la Loire) et de Cheviré (enclave sur la rive gauche). Ces terminaux ne donnent pas la possibilité d'un accès direct au pont, puisque les échangeurs routiers du périphérique les plus proches qui permettent d'y accéder se trouvent respectivement sur les territoires des communes de Saint-Herblain (« Porte de l'Estuaire ») et de Bouguenais (« Porte de Bouguenais »).

## Construction
Le pont de Cheviré a pour architecte Philippe Fraleu. Les viaducs d'accès en béton précontraint ont été réalisés par l'entreprise Quillery et la partie métallique du pont par l'entreprise Atelier De Construction De Paimboeuf. Les études de l'ouvrage en béton précontraint ont été faites par SECOA.
Les projets ont dû tenir compte des contraintes du site : le gabarit de navigation est fixé à la cote 55 m NGF, tandis que le plafond aérien imposé par la présence de l'aéroport de Nantes-Atlantique tout proche se situe, après dérogation, à 91 m NGF. À ceci s'ajoute la longueur de l'ouvrage, la nécessité de franchissement de zones portuaires et de voies routières et ferroviaires. C'est pourquoi les alternatives d'un tunnel, d'un barrage mobile ou d'un pont suspendu ont été écartées.
Les travaux ont été décidés et réalisés sous le mandat de Michel Chauty (maire de Nantes de 1983 à 1989). Ils ont commencé fin 1986 et ont duré 52 mois.
L’épisode le plus spectaculaire fut la pose du tablier. Ce dernier a été construit d'une pièce à Saint-Nazaire. Il a ensuite remonté la Loire sur une barge. Le morceau de 162 mètres de long a ensuite été gruté à 50 mètres de haut pour y être accroché sur les deux viaducs.
Il fut inauguré le 27 avril 1991 par le premier ministre de l'époque, Michel Rocard.

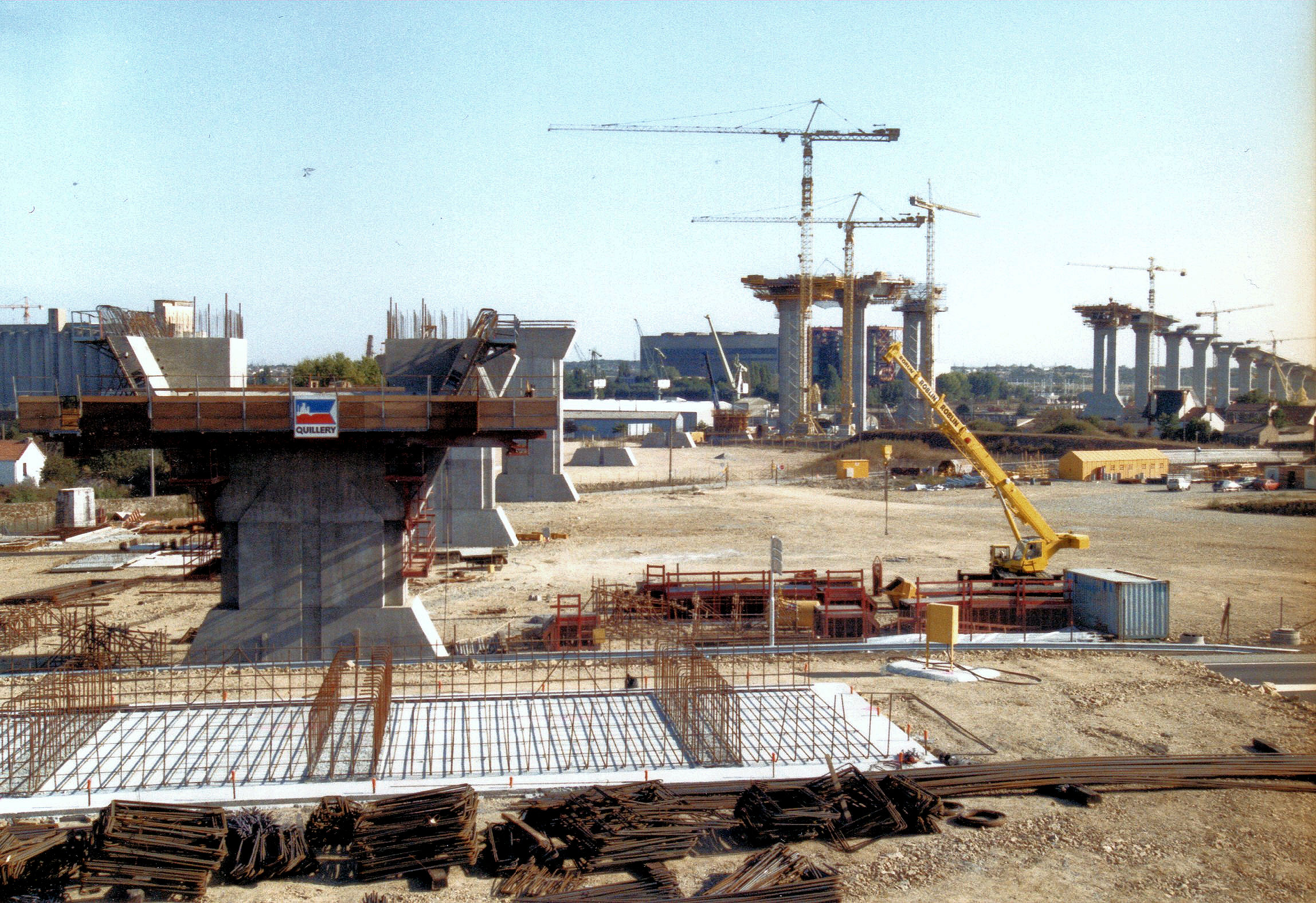
Les viaducs d'accès en cours de construction.
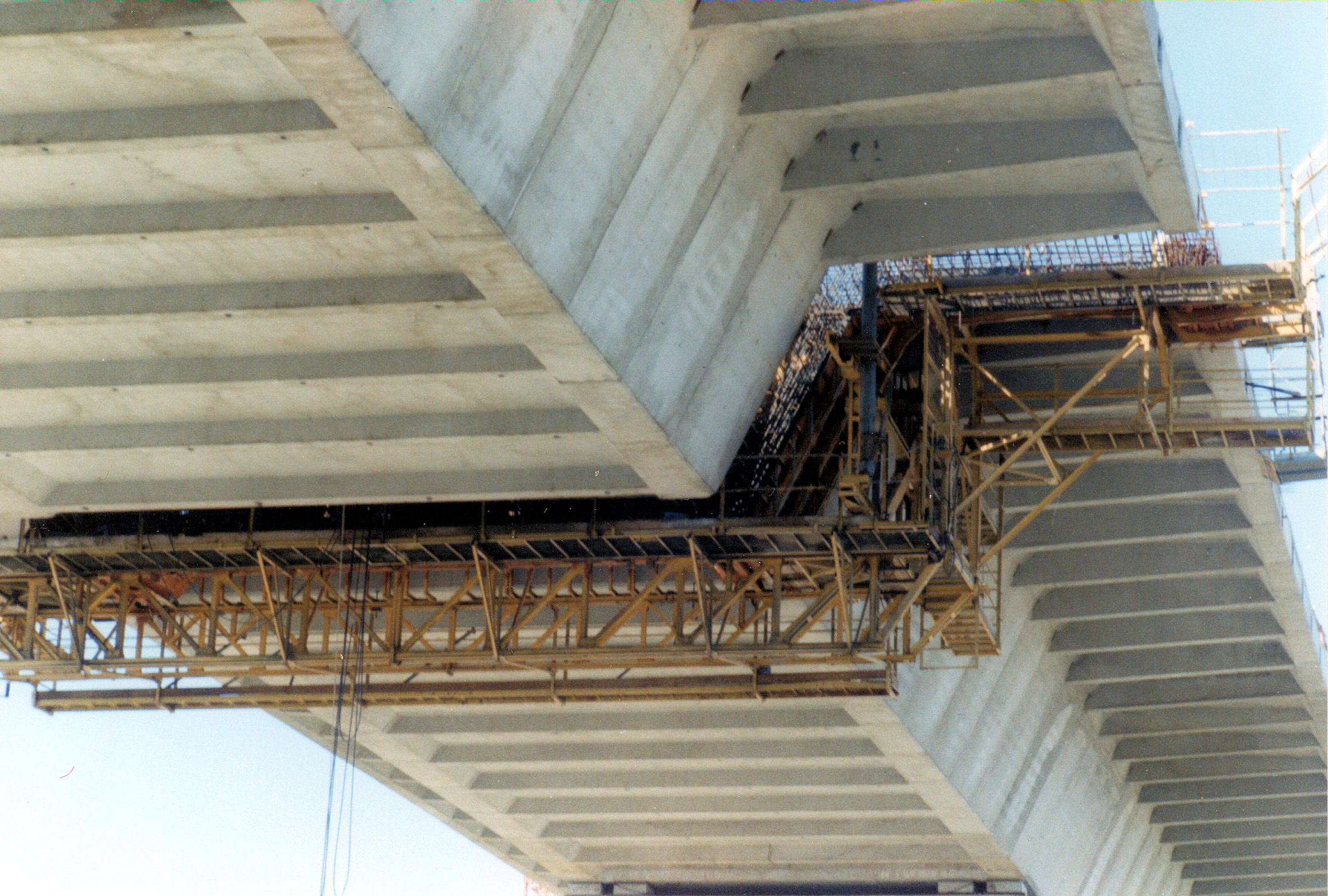
Équipage mobile pour le clavage d'une travée.

## Financement
Le pont devait coûter 275 MF HT de 1987, soit 81,9 M€ actuels. Le coût final s'est établi à 522 MF en 1991, soit 137 M€ actuels, pris en charge à 55 % par l’État et 45 % par l’agglomération nantaise.

## Rôle du pont
Le pont de Cheviré s’inscrit dans l’Arc atlantique qui permet aux automobilistes et aux professionnels du transport de traverser l’Europe du nord au sud. En effet il est, en tant que support du périphérique de Nantes, un élément important de jonction entre des portions de la route des Estuaires (axe essentiel au niveau européen, reliant la Belgique à l'Espagne sans passer par Paris) :
- au nord la RN 137 (de Nantes à Rennes), dans le prolongement de l'autoroute A84 ;
- au sud l’autoroute A83.

Au niveau du département, il a permis de soulager le trafic en provenance du Nord de la Bretagne pour la traversée de la Loire. Les véhicules devaient auparavant transiter soit par le pont de Saint-Nazaire (qui était saturé et fait encore l’objet de nombreuses fermetures), soit par le centre-ville de Nantes.
De plus, il constitue un maillon important du boulevard périphérique de Nantes (officiellement RN 844), permettant à celui-ci de franchir la Loire en aval de la ville par une route qui présentait initialement 2 fois 3 voies de circulation.

## Conditions de circulation

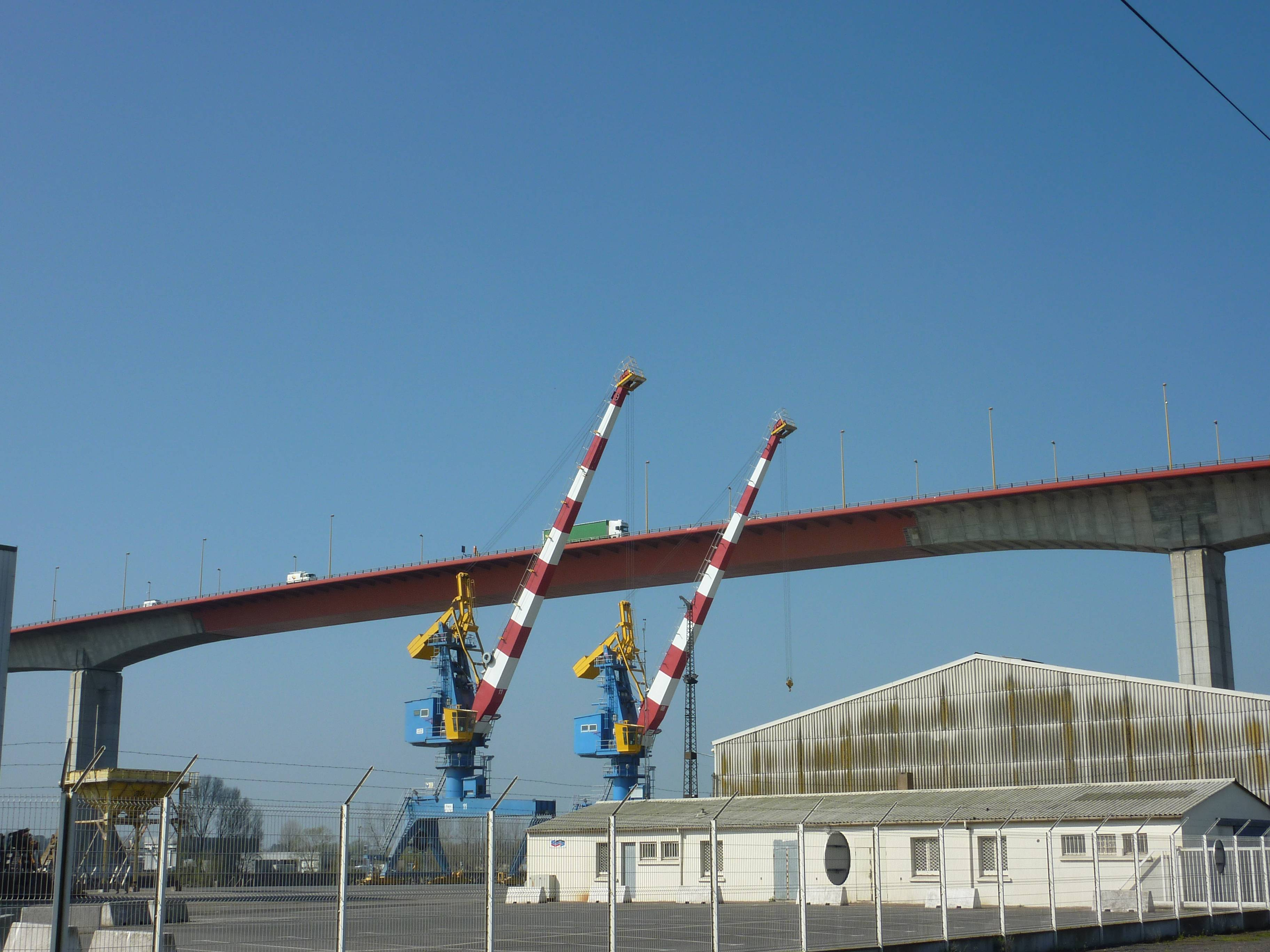
Le pont vu depuis la rive nord, avec les grues du terminal portuaire de Roche Maurice.

Pour prévenir les accidents, la vitesse y est limitée à 70 km/h (depuis le 10 juillet 2013).
Il n'y a pas de voie réservée aux véhicules les plus lents, et comme sur tout le réseau routier français la troisième voie est interdite aux poids lourds.
Très emprunté, ce pont fait souvent l’objet de bouchons ou de ralentissements importants de chaque côté avant son entrée, notamment le matin en semaine. C'est pourquoi, désormais, la voie de droite dans le sens Nord-Sud est réservée aux véhicules en direction de Noirmoutier et, dans le sens inverse (Sud-Nord), réservée aux véhicules sortant porte de l'estuaire en direction de Saint-Herblain ou Nantes. Tout comme le pont de Saint-Nazaire, il peut être fermé certains jours à certains véhicules ou à tous les véhicules en cas de grand vent, le trafic étant alors reporté vers les autres ponts de Nantes ce qui congestionne fortement le trafic dans l'ensemble de l'agglomération.
Pour tenter d’y remédier, un plan de circulation drastique à Nantes tente de canaliser le trafic en centre-ville sur des axes à simple sens de circulation en évitant la traversée complète de la ville, les grands boulevards intérieurs donnant la priorité de trafic à la traversée des ponts sur la Loire, la Sèvre Nantaise et l’Erdre. De plus, un réseau de transport en commun densifié (par tramway et TER) et des parkings en périphérie limitent l’usage des véhicules pour le trafic intra-urbain, et le trafic sur ces boulevards peut être réaménagé en cas de fermeture de ce pont aujourd’hui essentiel à toute l’économie nantaise, régionale et nationale. Depuis le début des années 2010, des projets de nouveaux franchissements de la Loire sont envisagés en aval de l'île de Nantes, dont celui d'un tunnel immergé entre Chantenay et Rezé, constitué de trois tubes : deux pour la circulation automobile et un pour la circulation douce (vélos et piétons).
Les fermetures de ce pont et changements de circulation sur le périphérique nantais sont annoncées par les panneaux à messages variables sur le périphérique et les radios locales.